# Grace Roosevelt
Grace Walton Roosevelt (gift navn Appleton Clark) (født 3. juni 1867 i Hyde Park, New York, USA, død 29. november 1945 samme sted) var en amerikansk tennisspiller, der var aktiv i slutningen af 1800-tallet.
Hun var datter af proprietæren John Aspinwall Rosevelt og Ellen Murray Crosby. Hun begyndte at spille tennis med sin søster, Ellen i 1879, da deres far anlagde en tennisbane ved deres landsted "Rosedale".
Hun vandt damedouble-titlen ved US National Championships 1890 sammen med sin søster, Ellen, hvor der besejrede Margarette Ballard og Bertha Townsend i to sæt. 
I 1895 blev hun gift med advokaten Appleton LeSure Clark og fik to sønner, Russell og Roosevelt. Efter hendes mands død i 1930 vendte hun tilbage til "Rosedale".
Hun var kusine til Franklin D. Roosevelt, der blev USA's 32. præsident.